# ヘーゲ・バッケン・ヴァールクイスト
ヘーゲ・バッケン・ヴァールクイスト（ノルウェー語: Hege Bakken Wahlquist、1992年8月7日 - ）は、ノルウェーのハンドボール選手。
2017年よりスィルゲボー＝ヴォールKFUMに所属。
2011年には、欧州U-19女子ハンドボール選手権のノルウェー代表に選出され、チームは12位となった。
ハンドボールノルウェー女子代表にも選出されている。

## 個人の生活
国際的なハンドボール選手のトールビョルン・ベルゲルードと恋人関係にある。

## 個人受賞
- グルンディ・リーガンオールスター（レフトウィング） - 2015/2016[7]